# نارا ۷۲۵۳
سیارک ۷۲۵۳ (به انگلیسی: 7253 Nara، نامگذاری:1993CL) هفت هزار و دویست و پنجاه و سومین سیارک کشف شده‌است که در ۱۳ فوریه ۱۹۹۳ کشف شد.
قدر مطلق سیارک برابر ۱۱٫۵۰ است.